# Chronopappus
Chronopappus é um género botânico pertencente à família Asteraceae.